# De Morgan (cráter)

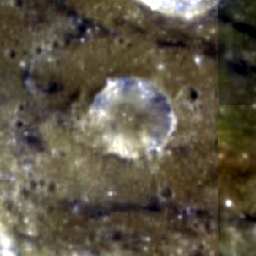
Vista en color del cráter De Morgan

De Morgan es un cráter de impacto lunar pequeño,  localizado en la región central de la Luna, y situado entre el cráter D'Arrest (dos diámetros de cráter al sur), y Cayley al norte. Debe su nombre al lógico y matemático británico Augustus De Morgan.
Este cráter es circular y de forma cóncava, con una plataforma interior pequeña en el centro del perfil cónico de la pared interior.
|  |  |